# Dagmar Pelzer

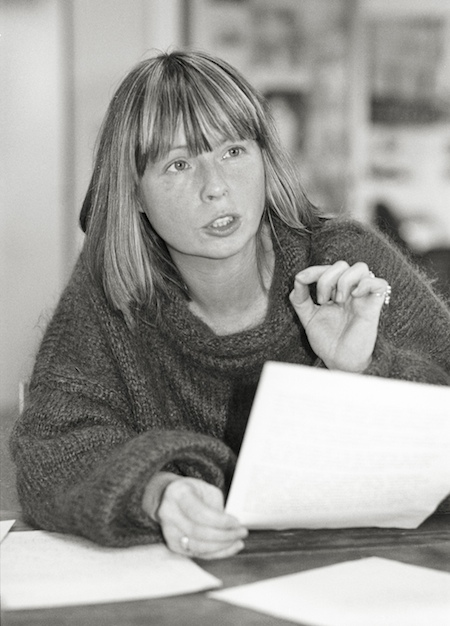
Dagmar Pelzer (1989)

 Dagmar Pelzer (* 3. September 1952 in Bremen) ist eine deutsche Politikerin (Bündnis 90/Die Grünen).

## Leben und Politik
Dagmar Pelzer ist studierte Lehrerin. Sie trat 1982 der Grün-Alternativen Liste in Hamburg bei und gehörte 1986 dem Landesvorstand an.
Im Februar 1989 rückte sie als Abgeordnete in die Hamburgische Bürgerschaft nach, der sie bis zur Wahl im Juni 1991 angehörte. In dieser Zeit war sie bis März 1990 Mitglied der GAL-Fraktion. Nachdem sich wegen eines parteiinternen Richtungsstreits sechs der acht GAL-Abgeordneten in der neu geschaffenen Frauenfraktion organisierten, blieb sie selber fraktionslos bis zum Ende ihrer Mandatstätigkeit. 
Ihre politischen Schwerpunkte lagen in den Bereichen Schule, Jugend, Bildung, Inneres sowie Rechtspolitik. In ihrer Tätigkeit war ihr es selber wichtig Bürgerinitiativen in die politische Arbeit einzubinden. Sie hatte aufgrund ihrer Aktivitäten immer eine breite Medienpräsenz und gehörte laut der Zeitung taz zu den am häufigsten zitierten weiblichen Abgeordneten in der Bürgerschaft. Nach dem Ende ihrer Mandatszeit wurde sie Deputierte der Justizbehörde.
Sie ist geschieden und hat zwei Kinder.